# Richard Rudolf Katzer
Richard Rudolf Katzer est un coureur cycliste sur piste allemand des années 1900.

## Palmarès
- 1908
  -  Médaillé d'argent en poursuite par équipe aux Jeux olympiques de Londres (avec Karl Neumer, Max Götze et Hermann Martens)